# Ẩm Quang bộ
Ẩm Quang bộ (chữ Hán: 飲光部; tiếng Phạn: काश्यपीय, Kāśyapīya; tiếng Pali: Kassapiyā hoặc Kassapikā), còn gọi là Ca-diếp-di bộ (迦葉遺部, 迦維部), Ẩm Quang đệ tử bộ (飲光弟子部), Thiện tuế bộ (善歲部; sa. Su-varṣaka), là một trong những bộ phái Phật giáo đầu tiên ở Ấn Độ.

## Từ nguyên
Cái tên Kāśyapīya được cho là bắt nguồn từ Kāśyapa, một trong những nhà truyền giáo ban đầu được vua Ashoka cử đến đất nước Himavant. Vì vậy, nhóm Kāśyapīya còn được gọi là Haimavata.

## Lịch sử
Kāśyapīya được cho là đã trở thành một trường phái độc lập vào khoảng năm 190 TrCN. Theo Theravadin Mahāvaṃsa, Kāśyapīya là một nhánh của Sarvāstivāda. Tuy nhiên, theo tường thuật của Mahāsāṃghika, phái Kāśyapīya có nguồn gốc từ Vibhajyavādin.
Những ghi chép của Huyền Trang và Nghĩa Tịnh có lưu ý những nhóm nhỏ của phái Kāśyapīya vẫn còn tồn tại vào khoảng thế kỷ thứ 7, cho thấy rằng phần lớn bộ phái có thể đã áp dụng giáo lý Đại thừa vào thời điểm này.
Vào thế kỷ thứ 7, Nghĩa Tịnh đã xếp các nhóm Mahīśāsaka, Dharmaguptaka và Kāśyapīya lại với nhau thành các nhánh phụ của Sarvāstivāda, và tuyên bố rằng ba nhóm này không phổ biến ở "năm vùng của Ấn Độ", nhưng nằm ở một số vùng khác như Oḍḍiyāna, Khotan, và Kucha.

## Biểu hiện
Giữa năm 148 và 170, nhà sư Parthia An Thế Cao đã đến Trung Quốc và dịch một tác phẩm mô tả màu sắc của y phục cà-sa (sa. kāṣāya) được sử dụng trong năm bộ phái Phật giáo lớn của Ấn Độ, được gọi là Đại Tỳ-kheo Tam thiên Uy nghi (大比丘三千威儀). Một văn bản khác được dịch sau này, Śāriputraparipṛcchā, có một đoạn văn khá tương đồng, đã chứng thực thông tin này. Trong cả hai nguồn, các thành viên của phái Kāśyapīya được mô tả là mặc tăng y màu mộc lan.  Phần có liên quan của Mahāsāṃghika Śāriputraparipṛcchā viết, "Phái Kāśyapīya siêng năng và năng nổ trong việc hộ trì chúng sinh. Họ mặc tăng y mộc lan."

## Học thuyết
Trong tài liệu Samayabhedoparacanacakra của Vasumitra (Thế Hữu), Haimavata (tức phái Kāśyapīya) được mô tả như một trường phái chiết trung đề cao học thuyết của cả Sthavira và Mahāsāṃghika.
Theo luận sớ Kathāvatthu, Kāśyapīya tin rằng các sự kiện trong quá khứ tồn tại ở hiện tại dưới một hình thức nào đó.
Theo AK Warder, phái Kāśyapīya chủ trương rằng các A-la-hán có thể mắc sai lầm và không hoàn hảo, tương tự như quan điểm của Sarvāstivādin và các phái Mahāsāṃghika khác. Họ cho rằng các vị A-la-hán chưa loại bỏ hoàn toàn dục vọng, rằng sự "hoàn hảo" của họ chưa hoàn thiện và họ có thể tái hồi.

## Kinh văn
Một số khảo cứu tạm thời gán Gāndhārī Dharmapada cho phái Kāśyapīya.
Một bản dịch chưa hoàn chỉnh của bộ Tạp A-hàm (T. 100) trong Đại tạng kinh được cho là của phái Kāśyapīya. Bản kinh văn này khác với bản hoàn chỉnh của Saṃyukta Āgama (T. 99), xuất phát từ phái Nhất thiết hữu bộ.